# Craspedopoma lyonnetianum
Craspedopoma lyonnetianum is een slakkensoort uit de familie van de Cyclophoridae. De wetenschappelijke naam van de soort is voor het eerst geldig gepubliceerd in 1852 door R.T. Lowe.